# Sommer-Paralympics 2016/Teilnehmer (Dänemark)
| stlisierte Goldmedaille | stlisierte Silbermedaille | stlisierte Bronzemedaille |
| ----------------------- | ------------------------- | ------------------------- |
| 1                       | 2                         | 4                         |

Dänemark entsandte acht Athletinnen und 13 Athleten zu den Paralympischen Sommerspielen 2016 in Rio de Janeiro,  die in sechs Sportarten antraten. Fahnenträgerin für XXX bei der Eröffnungsfeier war die Reiterin Annika Lykke Dalskov.

## Medaillen

### Medaillenspiegel
| Rang   | Sportart       | Gold | Silber | Bronze | Gesamt |
| ------ | -------------- | ---- | ------ | ------ | ------ |
| 1      | Tischtennis    | 1    | 0      | 0      | 1      |
| 2      | Reiten         | 0    | 1      | 2      | 3      |
| 3      | Leichtathletik | 0    | 1      | 1      | 2      |
| 4      | Schwimmen      | 0    | 0      | 1      | 1      |
| Gesamt | Gesamt         | 1    | 2      | 4      | 7      |

## Teilnehmer nach Sportart

### Leichtathletik
Laufen
| Athleten             | Wettbewerb | Vorlauf      | Vorlauf | Halbfinale | Halbfinale | Finale        | Finale        | Rang |
| Athleten             | Wettbewerb | Zeit         | Rang    | Zeit       | Rang       | Zeit          | Rang          | Rang |
| -------------------- | ---------- | ------------ | ------- | ---------- | ---------- | ------------- | ------------- | ---- |
| Männer               |            |              |         |            |            |               |               |      |
| Daniel Jørgensen     | 100 m T38  | 12,47 s      | 2       | —          | —          | 12,32 s       | 2             |      |
| Daniel Jørgensen     | 200 m T42  | 25,26 s      | 3       | —          | —          | 25,20 s       | 5             | 5    |
| Mohamed Hersi        | 1500 m T20 | —            | —       | —          | —          | 4:11,41 min   | 9             | 9    |
| Christoffer Vienberg | 1500 m T38 | —            | —       | —          | —          | 4:31,68 min   | 5             | 5    |
| Ebbe Blichfeldt      | 1500 m T54 | 3:13,08 min  | 8       | —          | —          | ausgeschieden | ausgeschieden | 24   |
| Ebbe Blichfeldt      | 5000 m T54 | 11:42,20 min | 9       | —          | —          | ausgeschieden | ausgeschieden | 19   |

Springen und Werfen
| Athleten         | Wettbewerb       | Finale  | Finale | Rang |
| Athleten         | Wettbewerb       | Weite   | Rang   | Rang |
| ---------------- | ---------------- | ------- | ------ | ---- |
| Männer           |                  |         |        |      |
| Daniel Jørgensen | Weitsprung T42   | 6,57 m  | 3      |      |
| Ronni Jensen     | Diskuswerfen F37 | 48,10 m | 5      | 5    |
| Frauen           |                  |         |        |      |
| Kristel Walther  | Diskuswerfen F44 | 25,15 m | 9      | 9    |
| Frida Jersoe     | Diskuswerfen F55 | 16,01 m | 9      | 9    |

### Radsport

#### Straße
| Athleten                | Wettbewerb          | Zeit         | Rang |
| ----------------------- | ------------------- | ------------ | ---- |
| Männer                  |                     |              |      |
| Kim Klüver Christiansen | Einzelzeitfahren H4 | 28:55,71 min | 4    |
| Kim Klüver Christiansen | Straßenrennen H4    | 1:28:59 h    | 8    |
| Michael Jørgensen       | Einzelzeitfahren H4 | 30:12,53 min | 9    |
| Michael Jørgensen       | Straßenrennen H4    | 1:33:00 h    | 9    |

### Reiten
| Athleten | Wettbewerb(e)             | Punkte/Prozent | Rang |
| --- | ------------------------- | -------------- | ---- |
| Stinna Kaastrup mit Smarties                                                                                                | Individual Test-Grade Ib  | 73,966 %       |      |
| Stinna Kaastrup mit Smarties                                                                                                | Kür Grade Ib              | 74,750 %       |      |
| Caroline Nielsen mit Leon                                                                                                   | Individual Test-Grade II  | 69,057 %       | 6    |
| Caroline Nielsen mit Leon                                                                                                   | Kür Grade II              | 72,750 %       | 5    |
| Susanne Sunesen mit Que Faire                                                                                               | Individual Test-Grade III | 72,171 %       |      |
| Susanne Sunesen mit Que Faire                                                                                               | Kür Grade III             | 72,600 %       | 5    |
| Annika Lykke Dalskov mit Aros A Fenris                                                                                      | Individual Test-Grade III | 70,122 %       | 5    |
| Annika Lykke Dalskov mit Aros A Fenris                                                                                      | Kür Grade III             | 73,050 %       | 4    |
| Annika Lykke Dalskov mit Aros A Fenris Caroline Nielsen mit Leon Susanne Sunesen mit Que Faire Stinna Kaastrup mit Smarties | Mannschaft                | 428,229 %      | 4    |

### Schießen
| Athleten        | Wettbewerb                  | Qualifikation   | Qualifikation | Finale          | Finale        | Rang |
| Athleten        | Wettbewerb                  | Ringe/ Scheiben | Rang          | Ringe/ Scheiben | Rang          | Rang |
| --------------- | --------------------------- | --------------- | ------------- | --------------- | ------------- | ---- |
| Mixed           |                             |                 |               |                 |               |      |
| Johnny Andersen | 10 m Luftgewehr liegend SH2 | 627,4           | 28            | ausgeschieden   | ausgeschieden | 28   |
| Johnny Andersen | 10 m Luftgewehr stehend SH2 | 622,8           | 22            | ausgeschieden   | ausgeschieden | 22   |

### Schwimmen
| Athleten                | Wettbewerb              | Vorlauf     | Vorlauf | Finale        | Finale        | Rang   |
| Athleten                | Wettbewerb              | Zeit        | Rang    | Zeit          | Rang          | Rang   |
| ----------------------- | ----------------------- | ----------- | ------- | ------------- | ------------- | ------ |
| Männer                  |                         |             |         |               |               |        |
| Jonas Larsen            | 50 m Rücken S5          | 44,18 s     | 9       | ausgeschieden | ausgeschieden | 9      |
| Jonas Larsen            | 50 m Brust SB3          | 54,77 s     | 10      | ausgeschieden | ausgeschieden | 10     |
| Jonas Larsen            | 50 m Freistil S5        | 37,82 s     | 12      | ausgeschieden | ausgeschieden | 12     |
| Jonas Larsen            | 100 m Freistil S5       | 1:25,25 min | 12      | ausgeschieden | ausgeschieden | 12     |
| Jonas Larsen            | 200 m Freistil S5       | 3:00,41 min | 11      | ausgeschieden | ausgeschieden | 11     |
| Jonas Larsen            | 150 m Lagen SM4         | 2:35,95 min | 3       | 2:33,67 min   | 3             | Bronze |
| Niels Korfitz Mortensen | 100 m Rücken S8         | 1:10,41 min | 8       | 1:09,62 min   | 8             | 8      |
| Niels Korfitz Mortensen | 100 m Schmetterling S8  | 1:05,99 min | 9       | ausgeschieden | ausgeschieden | 9      |
| Niels Korfitz Mortensen | 50 m Freistil S8        | 28,40 s     | 12      | ausgeschieden | ausgeschieden | 12     |
| Niels Korfitz Mortensen | 100 m Freistil S8       | 1:02,96 min | 11      | ausgeschieden | ausgeschieden | 11     |
| Niels Korfitz Mortensen | 200 m Lagen SM8         | 2:32,98 min | 7       | 2:29,77 min   | 7             | 7      |
| Lasse Winther Andersen  | 100 m Schmetterling S10 | 1:00,75 min | 9       | ausgeschieden | ausgeschieden | 9      |
| Lasse Winther Andersen  | 50 m Freistil S10       | 26,51 s     | 15      | ausgeschieden | ausgeschieden | 15     |
| Lasse Winther Andersen  | 100 m Freistil S10      | 58,78 s     | 20      | ausgeschieden | ausgeschieden | 20     |
| Frauen                  |                         |             |         |               |               |        |
| Amalie Vinther          | 100 m Schmetterling S8  | 1:27,78 min | 11      | ausgeschieden | ausgeschieden | 11     |
| Amalie Vinther          | 50 m Freistil S8        | 33,89 s     | 12      | ausgeschieden | ausgeschieden | 12     |
| Amalie Vinther          | 100 m Freistil S8       | 1:11,90 min | 9       | ausgeschieden | ausgeschieden | 9      |
| Amalie Vinther          | 400 m Freistil S8       | 5:13,99 min | 5       | 5:12,01 min   | 5             | 5      |
| Amalie Vinther          | 200 m Lagen SM8         | 3:08,16 min | 11      | ausgeschieden | ausgeschieden | 11     |

### Tischtennis
| Athleten                       | Wettbewerb      | Gruppenphase      | Gruppenphase | Achtelfinale | Achtelfinale | Viertelfinale | Viertelfinale | Halbfinale    | Halbfinale    | Finale             | Finale        | Rang |
| Athleten                       | Wettbewerb      | Gegner            | Erg.         | Gegner       | Erg.         | Gegner        | Erg.          | Gegner        | Erg.          | Gegner             | Erg.          | Rang |
| ------------------------------ | --------------- | ----------------- | ------------ | ------------ | ------------ | ------------- | ------------- | ------------- | ------------- | ------------------ | ------------- | ---- |
| Männer                         |                 |                   |              |              |              |               |               |               |               |                    |               |      |
| Peter Rosenmeier               | Einzel C6       | R. Alecci         | 3:0          | —            | —            | B. Simion     | 3:0           | Park H.-k.    | 3:1           | A.Valera           | 3:2           |      |
| Peter Rosenmeier               | Einzel C6       | A. Seoane Alcaraz | 3:1          | —            | —            | B. Simion     | 3:0           | Park H.-k.    | 3:1           | A.Valera           | 3:2           |      |
| Michal Jensen                  | Einzel C6       | R. Thainiyom      | 0:3          | B. Simion    | 2:3          | ausgeschieden | ausgeschieden | ausgeschieden | ausgeschieden | ausgeschieden      | ausgeschieden | 9    |
| Michal Jensen                  | Einzel C6       | D. Bobrov         | 3:1          | B. Simion    | 2:3          | ausgeschieden | ausgeschieden | ausgeschieden | ausgeschieden | ausgeschieden      | ausgeschieden | 9    |
| Michal Jensen Peter Rosenmeier | Mannschaft C6-8 | —                 | —            | Deutschland  | 0:2          | ausgeschieden | ausgeschieden | ausgeschieden | ausgeschieden | ausgeschieden      | ausgeschieden | 9    |
| Frauen                         |                 |                   |              |              |              |               |               |               |               |                    |               |      |
| Sophie Walloe                  | Einzel C10      | N. Partyka        | 0:3          | —            | —            | —             | —             | Yang Qian     | 0:3           | B. Costa Alexandre | 0:3           | 4    |
| Sophie Walloe                  | Einzel C10      | U. Ertis          | 3:0          | —            | —            | —             | —             | Yang Qian     | 0:3           | B. Costa Alexandre | 0:3           | 4    |
| Sophie Walloe                  | Einzel C10      | M. Tapper         | 3:2          | —            | —            | —             | —             | Yang Qian     | 0:3           | B. Costa Alexandre | 0:3           | 4    |